# Temporada 1993-94 de los Cleveland Cavaliers
La temporada 1993-94 fue la vigesimocuarta de los Cleveland Cavaliers en la NBA. La temporada regular acabó con 47 victorias y 35 derrotas, ocupando el sexto puesto de la conferencia Este, clasificándose para los playoffs, en los que cayó en primera ronda ante Chicago Bulls.

## Elecciones en elDraft
| Ronda | Puesto | Jugador     | Posición | Nacionalidad   | Universidad/Club |
| ----- | ------ | ----------- | -------- | -------------- | ---------------- |
| 1     | 22     | Chris Mills | Alero    | Estados Unidos | Arizona          |

## Temporada regular
| División Central      | División Central | División Central | División Central | División Central | División Central | División Central | División Central | División Central |
| Equipo                | G                | P                | %                | PD               | Casa             | Fuera            | Div              |                  |
| --------------------- | ---------------- | ---------------- | ---------------- | ---------------- | ---------------- | ---------------- | ---------------- | ---------------- |
| y-Atlanta Hawks       | 57               | 25               | .695             | –                | 36–5             | 21–20            | 21–7             |                  |
| x-Chicago Bulls       | 55               | 27               | .671             | 2                | 31–10            | 24–17            | 21–7             |                  |
| x-Indiana Pacers      | 47               | 35               | .573             | 10               | 29–12            | 18–23            | 15–13            |                  |
| x-Cleveland Cavaliers | 47               | 35               | .573             | 10               | 31–10            | 16–25            | 16–12            |                  |
| Charlotte Hornets     | 41               | 41               | .500             | 16               | 28–13            | 13–28            | 12–16            |                  |
| Detroit Pistons       | 20               | 62               | .244             | 37               | 10–31            | 10–31            | 4–24             |                  |
| Milwaukee Bucks       | 20               | 62               | .244             | 37               | 11–30            | 9–32             | 9–19             |                  |

## Playoffs

### Primera ronda
Chicago Bulls  vs. Cleveland Cavaliers
| Fecha       | Partido                                   | Ciudad    |
| ----------- | ----------------------------------------- | --------- |
| 29 de abril | Chicago Bulls 104, Cleveland Cavaliers 96 | Chicago   |
| 1 de mayo   | Chicago Bulls 105, Cleveland Cavaliers 96 | Chicago   |
| 3 de mayo   | Cleveland Cavaliers 90, Chicago Bulls 95  | Cleveland |
|             | Chicago Bulls gana las series 3-0         |           |

## Estadísticas

### Temporada regular
| Rk | Jugador          | Edad | P  | PT | MP   | TC  | TCI  | %TC  | T3  | T3I | %T3  | TL  | TLI | %TL   | RO  | RD  | RT   | AS  | RB  | TAP | BP  | FP  | PTS  |
| -- | ---------------- | ---- | -- | -- | ---- | --- | ---- | ---- | --- | --- | ---- | --- | --- | ----- | --- | --- | ---- | --- | --- | --- | --- | --- | ---- |
| 1  | Brad Daugherty   | 28   | 50 | 50 | 36.8 | 5.9 | 12.1 | .488 | 0.0 | 0.0 |      | 5.1 | 6.5 | .785  | 2.6 | 7.6 | 10.2 | 3.0 | 0.8 | 0.7 | 2.2 | 2.9 | 17.0 |
| 2  | Hot Rod Williams | 31   | 76 | 72 | 35.0 | 5.2 | 10.9 | .478 | 0.0 | 0.0 |      | 3.3 | 4.6 | .728  | 2.7 | 4.8 | 7.6  | 2.5 | 1.0 | 1.7 | 1.8 | 2.9 | 13.7 |
| 3  | Gerald Wilkins   | 30   | 82 | 82 | 33.8 | 5.4 | 11.9 | .457 | 1.0 | 2.6 | .396 | 2.4 | 3.0 | .776  | 1.3 | 2.4 | 3.7  | 3.1 | 1.3 | 0.5 | 1.6 | 2.3 | 14.3 |
| 4  | Mark Price       | 29   | 76 | 73 | 31.4 | 6.3 | 13.2 | .478 | 1.6 | 3.9 | .397 | 3.1 | 3.5 | .888  | 0.5 | 2.5 | 3.0  | 7.8 | 1.4 | 0.1 | 2.5 | 1.2 | 17.3 |
| 5  | Larry Nance      | 34   | 33 | 19 | 27.5 | 4.6 | 9.5  | .487 | 0.0 | 0.0 |      | 1.9 | 2.6 | .753  | 2.3 | 4.5 | 6.9  | 1.5 | 0.8 | 1.7 | 1.2 | 2.9 | 11.2 |
| 6  | Chris Mills      | 24   | 79 | 18 | 25.6 | 3.6 | 8.6  | .419 | 0.5 | 1.5 | .311 | 1.7 | 2.2 | .778  | 1.7 | 3.4 | 5.1  | 1.6 | 0.7 | 0.6 | 1.1 | 2.9 | 9.4  |
| 7  | Tyrone Hill      | 25   | 57 | 20 | 25.4 | 3.8 | 7.0  | .543 | 0.0 | 0.0 | .000 | 3.0 | 4.5 | .668  | 3.2 | 5.5 | 8.8  | 0.8 | 0.9 | 0.6 | 1.4 | 3.4 | 10.6 |
| 8  | Bobby Phills     | 24   | 72 | 53 | 21.3 | 3.4 | 7.1  | .471 | 0.0 | 0.2 | .083 | 1.6 | 2.2 | .720  | 1.0 | 2.0 | 2.9  | 1.8 | 0.9 | 0.2 | 0.9 | 1.9 | 8.3  |
| 9  | Terrell Brandon  | 23   | 73 | 10 | 21.2 | 3.2 | 7.5  | .420 | 0.1 | 0.4 | .219 | 1.9 | 2.2 | .858  | 0.5 | 1.7 | 2.2  | 3.8 | 1.2 | 0.2 | 1.5 | 1.5 | 8.3  |
| 10 | John Battle      | 31   | 51 | 1  | 16.0 | 2.5 | 5.4  | .476 | 0.1 | 0.4 | .263 | 1.4 | 1.9 | .753  | 0.1 | 0.6 | 0.8  | 1.6 | 0.4 | 0.0 | 0.8 | 1.3 | 6.6  |
| 11 | Rod Higgins      | 34   | 36 | 11 | 15.2 | 2.0 | 4.5  | .436 | 0.6 | 1.4 | .440 | 0.9 | 1.2 | .738  | 0.7 | 1.6 | 2.3  | 1.0 | 0.7 | 0.4 | 0.6 | 1.5 | 5.4  |
| 12 | Danny Ferry      | 27   | 70 | 1  | 13.8 | 2.1 | 4.8  | .446 | 0.2 | 0.7 | .275 | 0.5 | 0.6 | .884  | 0.7 | 1.3 | 2.0  | 1.1 | 0.4 | 0.3 | 0.6 | 1.6 | 5.0  |
| 13 | Tim Kempton      | 30   | 4  | 0  | 8.3  | 1.5 | 3.0  | .500 | 0.0 | 0.0 |      | 0.5 | 1.5 | .333  | 1.0 | 1.5 | 2.5  | 0.8 | 0.5 | 0.3 | 1.8 | 2.0 | 3.5  |
| 14 | Gerald Madkins   | 24   | 22 | 0  | 6.8  | 0.5 | 1.4  | .355 | 0.2 | 0.7 | .333 | 0.4 | 0.5 | .800  | 0.0 | 0.5 | 0.5  | 0.9 | 0.4 | 0.0 | 0.6 | 0.7 | 1.6  |
| 15 | Gary Alexander   | 24   | 7  | 0  | 6.1  | 1.0 | 1.7  | .583 | 0.0 | 0.0 |      | 0.4 | 1.0 | .429  | 0.9 | 0.9 | 1.7  | 0.1 | 0.4 | 0.0 | 1.0 | 1.0 | 2.4  |
| 16 | Sedric Toney     | 31   | 12 | 0  | 5.3  | 0.2 | 1.0  | .167 | 0.0 | 0.1 | .000 | 0.2 | 0.2 | 1.000 | 0.1 | 0.2 | 0.3  | 0.9 | 0.0 | 0.0 | 0.4 | 0.7 | 0.5  |
| 17 | Jay Guidinger    | 24   | 32 | 0  | 4.1  | 0.5 | 1.0  | .500 | 0.0 | 0.0 |      | 0.5 | 0.7 | .714  | 0.5 | 0.6 | 1.0  | 0.1 | 0.1 | 0.2 | 0.5 | 0.7 | 1.5  |

### Playoffs
| Rk | Jugador         | Edad | P | PT | MP   | TC  | TCI  | %TC   | T3  | T3I | %T3   | TL  | TLI  | %TL   | RO  | RD  | RT   | AS  | RB  | TAP | BP  | FP  | PTS  |
| -- | --------------- | ---- | - | -- | ---- | --- | ---- | ----- | --- | --- | ----- | --- | ---- | ----- | --- | --- | ---- | --- | --- | --- | --- | --- | ---- |
| 1  | Gerald Wilkins  | 30   | 3 | 3  | 42.0 | 6.7 | 15.0 | .444  | 2.3 | 5.3 | .438  | 4.7 | 5.3  | .875  | 1.0 | 3.3 | 4.3  | 3.3 | 1.0 | 0.0 | 1.0 | 2.0 | 20.3 |
| 2  | Tyrone Hill     | 25   | 3 | 3  | 41.0 | 3.7 | 9.0  | .407  | 0.0 | 0.0 |       | 6.7 | 12.3 | .541  | 4.7 | 5.7 | 10.3 | 1.3 | 0.3 | 0.3 | 2.7 | 4.7 | 14.0 |
| 3  | Chris Mills     | 24   | 3 | 1  | 37.3 | 6.3 | 12.7 | .500  | 1.3 | 1.7 | .800  | 3.0 | 3.7  | .818  | 3.3 | 4.3 | 7.7  | 2.7 | 2.3 | 0.3 | 1.7 | 3.0 | 17.0 |
| 4  | Mark Price      | 29   | 3 | 3  | 34.0 | 5.0 | 14.3 | .349  | 0.7 | 3.0 | .222  | 4.3 | 4.7  | .929  | 0.3 | 1.7 | 2.0  | 4.7 | 1.3 | 0.0 | 3.0 | 2.0 | 15.0 |
| 5  | Tim Kempton     | 30   | 3 | 1  | 29.7 | 3.3 | 8.3  | .400  | 0.0 | 0.0 |       | 2.0 | 2.0  | 1.000 | 3.3 | 2.0 | 5.3  | 2.7 | 1.0 | 0.0 | 1.3 | 3.0 | 8.7  |
| 6  | Bobby Phills    | 24   | 3 | 2  | 22.7 | 3.0 | 8.0  | .375  | 0.3 | 0.3 | 1.000 | 0.3 | 0.7  | .500  | 1.7 | 3.0 | 4.7  | 2.3 | 0.7 | 0.0 | 1.7 | 3.7 | 6.7  |
| 7  | Rod Higgins     | 34   | 3 | 2  | 19.0 | 1.3 | 3.7  | .364  | 0.7 | 2.3 | .286  | 0.3 | 0.7  | .500  | 0.7 | 0.7 | 1.3  | 1.3 | 0.3 | 0.3 | 1.0 | 3.3 | 3.7  |
| 8  | Terrell Brandon | 23   | 3 | 0  | 18.7 | 4.0 | 6.3  | .632  | 0.0 | 0.0 |       | 0.7 | 1.0  | .667  | 0.3 | 1.0 | 1.3  | 1.7 | 0.3 | 0.0 | 0.3 | 0.3 | 8.7  |
| 9  | John Battle     | 31   | 1 | 0  | 8.0  | 1.0 | 1.0  | 1.000 | 0.0 | 0.0 |       | 0.0 | 0.0  |       | 0.0 | 2.0 | 2.0  | 0.0 | 0.0 | 0.0 | 0.0 | 0.0 | 2.0  |
| 10 | Danny Ferry     | 27   | 1 | 0  | 4.0  | 0.0 | 0.0  |       | 0.0 | 0.0 |       | 0.0 | 0.0  |       | 0.0 | 0.0 | 0.0  | 1.0 | 0.0 | 0.0 | 1.0 | 1.0 | 0.0  |

## Galardones y récords
| Jugador    | Galardón                               |
| Mark Price | 3.er Mejor quinteto de la NBA All-Star |